# Saint-Laurent-des-Arbres
Saint-Laurent-des-Arbres település Franciaországban, Gard megyében. Lakosainak száma 2984 fő (2022. január 1.). Saint-Laurent-des-Arbres Laudun-l’Ardoise, Lirac, Roquemaure, Saint-Geniès-de-Comolas és Saint-Victor-la-Coste községekkel határos.

## Népesség
A település népessége az elmúlt években az alábbi módon változott:
| Lakosok száma | 1847 | 1403 | 1683 | 2072 | 2749 | 2909 | 3072 | 3000 | 2968 | 2984 |
|               | 1968 | 1982 | 1990 | 2006 | 2013 | 2015 | 2017 | 2019 | 2020 | 2022 |